# Alois Rodlauer
Alois Rodlauer, avstro-ogrski častnik, vojaški pilot in letalski as, * 15. julij 1897, Urfahr, Avstrija, † 26. april 1975.
Poročnik Rodlauer je v svoji vojaški službi dosegel 5 zračnih zmag.

## Življenjepis
Med prvo svetovno vojno je bil pripadnik Flik 9J in Flik 60J.

## Odlikovanja
- red železne krone 3. razreda
- vojaški zaslužni križec 3. razreda
- srebrna medalja za hrabrost
- bronasta vojaška zaslužna medalja